# Universidad Internacional Menéndez Pelayo

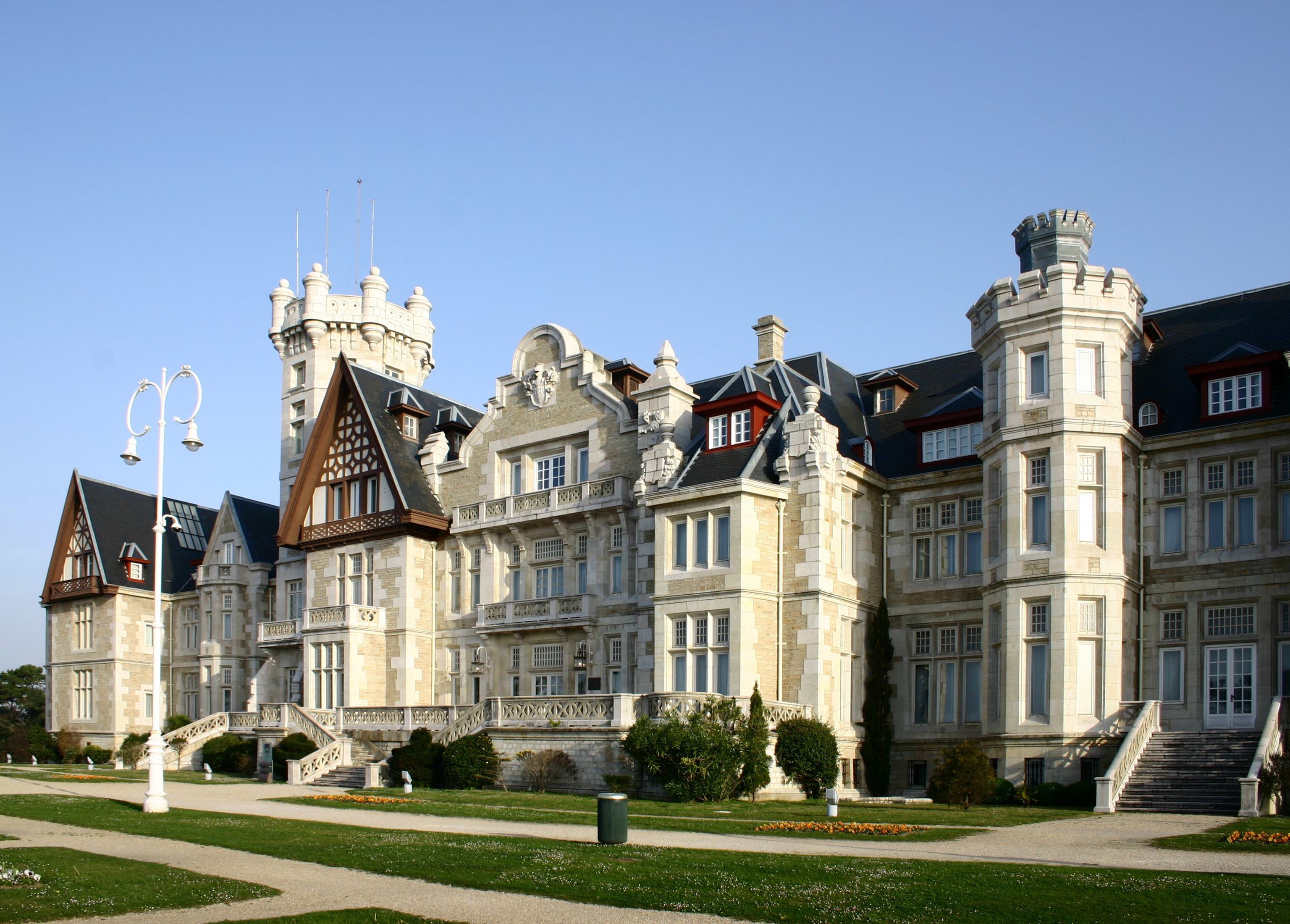
Palacio de la Magdalena

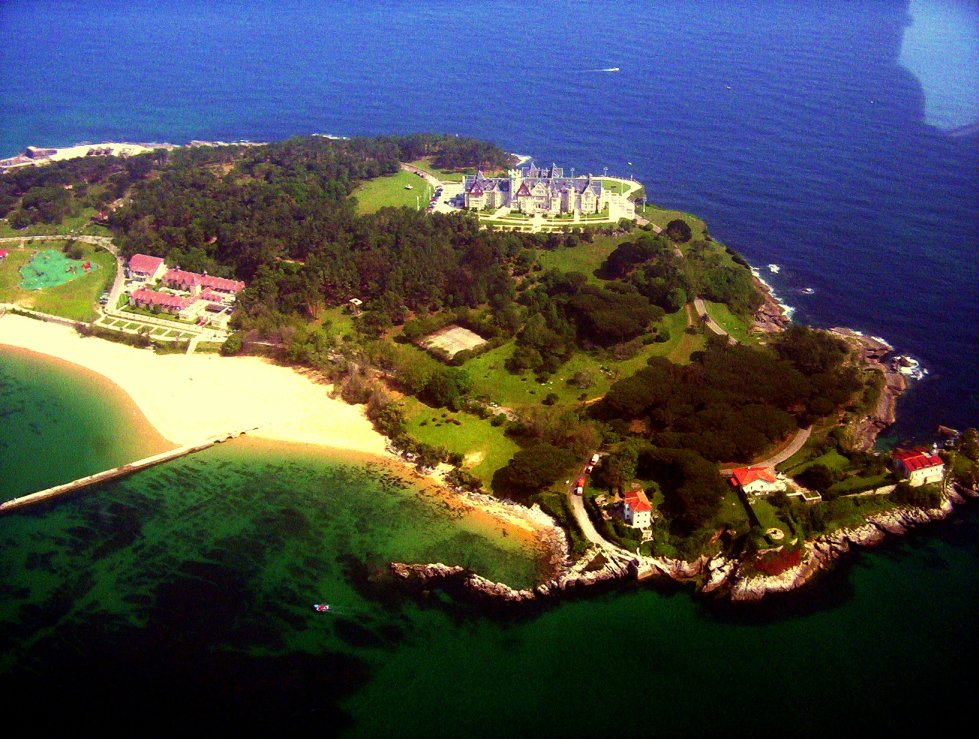
Península de la Magdalena, donde se asienta el palacio. A la izquierda los edificios de las antiguas caballerizas, actualmente residencia de estudiantes de la UIMP durante los cursos de verano.

La Universidad Internacional Menéndez Pelayo (UIMP) es una universidad pública española con domicilio social en Madrid. Se trata de un  organismo autónomo adscrito al Ministerio de Ciencia, Innovación y Universidades regulado por el Estatuto aprobado por Real Decreto 331/2002, de 5 de abril.
Su nombre rinde homenaje a Marcelino Menéndez Pelayo. Es la institución pionera y decana en España en cursos de verano y cursos de lengua y cultura española para extranjeros.

## Historia
La Universidad Internacional Menéndez Pelayo fue creada por Decreto de 10 de noviembre de 1945. Es la institución continuadora de la Universidad de Verano de Santander, fundada en Santander por Decreto de 23 de agosto de 1932, a propuesta del ministro de Instrucción Pública, Fernando de los Ríos, como universidad de verano.

### Universidad de Verano de Santander
La Universidad de Verano de Santander tenía su sede en el palacio de la Magdalena, que fue residencia de verano de los reyes de España entre 1913 y 1930 por donación del Ayuntamiento de Santander al rey Alfonso XIII. Sus primeros rectores fueron el historiador y filólogo Ramón Menéndez Pidal y el eminente físico Blas Cabrera. Por el mismo decreto, se nombró secretario general al poeta y profesor Pedro Salinas, verdadero inspirador de esta nueva y singular institución universitaria quien, como De los Ríos, era profesor en la Escuela Española de Middlebury College en la que se inspiró para desarrollar la idea de una institución universitaria estival destinada básicamente a extranjeros.
En los veranos del período 1933-1936, se desarrolló en el palacio un amplio número de cursos sobre los temas más relevantes de la época, así como los cursos sobre lengua y literatura españolas destinados a extranjeros que desde 1926 habían sido impartidos por la Sociedad Menéndez Pelayo, y los del Instituto Médico para postgraduados que tenían anteriormente como escenario la Casa de Salud Valdecilla.
En la Magdalena tuvieron lugar jornadas gloriosas en las que participaron José Ortega y Gasset, Gregorio Marañón, Ramón Menéndez Pidal, Xavier Zubiri, Blas Cabrera y un largo etcétera de personalidades.

### Universidad Internacional Menéndez Pelayo
La actividad de la Universidad de Verano de Santander quedó interrumpida durante la guerra civil española, reanudándose en 1945 con la aprobación del Decreto de 10 de noviembre de 1945 de creación de la Universidad Internacional Menéndez Pelayo, con sede en el antiguo hospital de San Rafael de Santander. A partir del verano de 1949, la Universidad volvió a tener como sede principal el palacio de la Magdalena, por concesión de Juan de Borbón.
Dado el constante incremento de las actividades de la universidad, se hizo necesaria la creación de un campus universitario en Las Llamas, también en Santander, con edificios dotados tanto de aulas para la docencia, como de servicios de acogida y residencia para los estudiantes extranjeros que seguían los cursos de lengua, literatura y cultura españolas, y para los alumnos matriculados en los cursos de humanidades. 
Año tras año, fueron aumentando el número y la especialización de los cursos programados, en campos como las ciencias sociales, humanísticas, experimentales y tecnológicas. Asimismo, se extendieron las actividades culturales de música, teatro, recitales poéticos, cine, etc. Durante los últimos años, la UIMP ha desarrollado sus actividades no solo en Santander, sino en sus otros ocho centros (Barcelona, Valencia, Sevilla, Santa Cruz de Tenerife, La Coruña, Cuenca, La Línea de la Concepción y Pirineos).
En 2009, la UIMP conformó junto a la UC el Cantabria Campus Internacional (CCI), que fue elegido por el Ministerio de Educación y Ciencia como Campus de Excelencia Internacional de ámbito regional.

## Rectores
- Ramón Menéndez Pidal: 1933-1934.
- Blas Cabrera: 1934-1936.
- Ciriaco Pérez Bustamante: 1947-1968.
- Florentino Pérez Embid: 1968-1974.
- Francisco Ynduráin: 1974-1980.
- Raúl Morodo: 1980-1983.
- Santiago Roldán: 1983-1989.
- Ernest Lluch: 1989-1995.
- José Luis García Delgado: 1995-2005.
- Luciano Parejo: 2005-2006.
- Salvador Ordóñez: 2006-2013.
- César Nombela: 2013-2017.
- Emilio Lora-Tamayo: 2017-2018.
- Luz Morán: 2018-2021.
- Carlos Andradas: 2021-presente.

## Premios
En 2023 recibió el premio Cántabro del Año 2022 junto con la Universidad de Cantabria.
La Universidad, por su parte, otorga anualmente los siguientes galardones:
- Premio Internacional Menéndez Pelayo
- Premio La Barraca a las Artes Escénicas
- Premio UIMP a la Cinematografía
- Premio-Taller de Poesía Pedro Salinas
- Medalla de Honor de la Universidad Internacional Menéndez Pelayo